# Sophie von Braunschweig-Lüneburg (1541–1631)
Sophia von Braunschweig-Lüneburg (* 18. Juni 1541 in Celle; † 17. Januar 1631 in Herrenbreitungen) war eine Tochter Herzog Ernst I. von Braunschweig-Lüneburg (1497–1546) und zweite Ehefrau Graf Poppos XII. von Henneberg-Schleusingen (1513–1574).

## Vorfahren und Verwandtschaft
Sie war die jüngste Tochter Herzog Ernsts I. mit seiner Frau Sophie von Mecklenburg-Schwerin (1508–1541).
Ihr Schwager war Georg Ernst von Henneberg-Schleusingen (1511–1583), der letzte regierende Graf der Gefürsteten Grafschaft Henneberg, mit dem das Geschlecht im Mannesstamm ausstarb.
Im Jahr 1569 nahm sie die dreijährige Elisabeth von Mansfeld-Hinterort, die Tochter ihrer Schwester Margarethe (1534–1596) und Johann I. von Mansfeld-Hinterort († 1567) zur Erziehung an Kindes statt bei sich auf. Elisabeth heiratete 1591 Herzog Johann Ernst von Sachsen-Eisenach (1566–1638) und verstarb nach der Geburt ihres einzige Sohnes (*/† 1596).

## Leben
Am 22. Juni 1562 heiratete sie Graf Poppo XII. von Henneberg-Schleusingen. Graf Poppo war nach dem Übertritt zur evangelischen Konfession 1544 als Kanoniker in Bamberg aus dem geistlichen Stand ausgetreten und hatte in erster Ehe 1546 Elisabeth von Brandenburg (1510–1558) geehelicht. Diese war die Witwe Herzog Erichs I. von Braunschweig-Calenberg und gleichzeitig Mutter der ersten Ehefrau seines Bruders Georg Ernst, Elisabeth von Braunschweig-Calenberg (1526–1566). Die Ehe blieb kinderlos.
Nachdem Graf Poppo am 4. März 1574 in Schleusingen gestorben war, erhielt sie das Amt Ilmenau als Wittum, lebte aber zeitlebens im Schloss Breitungen. Eine Wiederverheiratung lehnte sie ab.
Durch den Tod ihres Schwagers fiel die Grafschaft Henneberg gemäß den Vereinbarungen des Kahlaer Vertrag (1554) an die sächsischen Wettiner. Das Amt Ilmenau blieb ihr als Privatbesitz. Das Schloss Breitungen im Amt Herrenbreitungen wurde nach den Regelungen des Kasimirischen Vertrags (1521) landesrechtlich Teil der Landgrafschaft Hessen-Kassel.
In den Jahren 1603 und 1624 wurde die Stadt Ilmenau durch Stadtbrände schwer in Mitleidenschaft gezogen. Sophie gelang es nach 1603 noch durch Bittbriefe um Spenden bei ihrer Verwandtschaft den Wiederaufbau zu finanzieren. Die Folgen des zweiten Brandes konnten durch die Auswirkungen des Dreißigjährigen Krieges nur langsam beseitigt werden.

## Krankheit und Tod
Nach einem Schlaganfall starb Sophie am 17. Januar 1631 im hohen Alter von 89 Jahren auf Schloss Breitungen. Ihr Neffe Herzog Christian der Ältere (1566–1633) als ihr nächster Verwandter fungierte als Testamentsvollstrecker. Nach einem Trauerzug nach Schleusingen wurde sie entgegen ihren Wünschen in der Ägidienkapelle der Johanniskirche in Schleusingen bestattet. Ein von Herzog Christian 1631 in Auftrag gegebenes Grabmal wurde zur rechten Seite des Grabmals ihres Gatten Poppo aufgestellt.

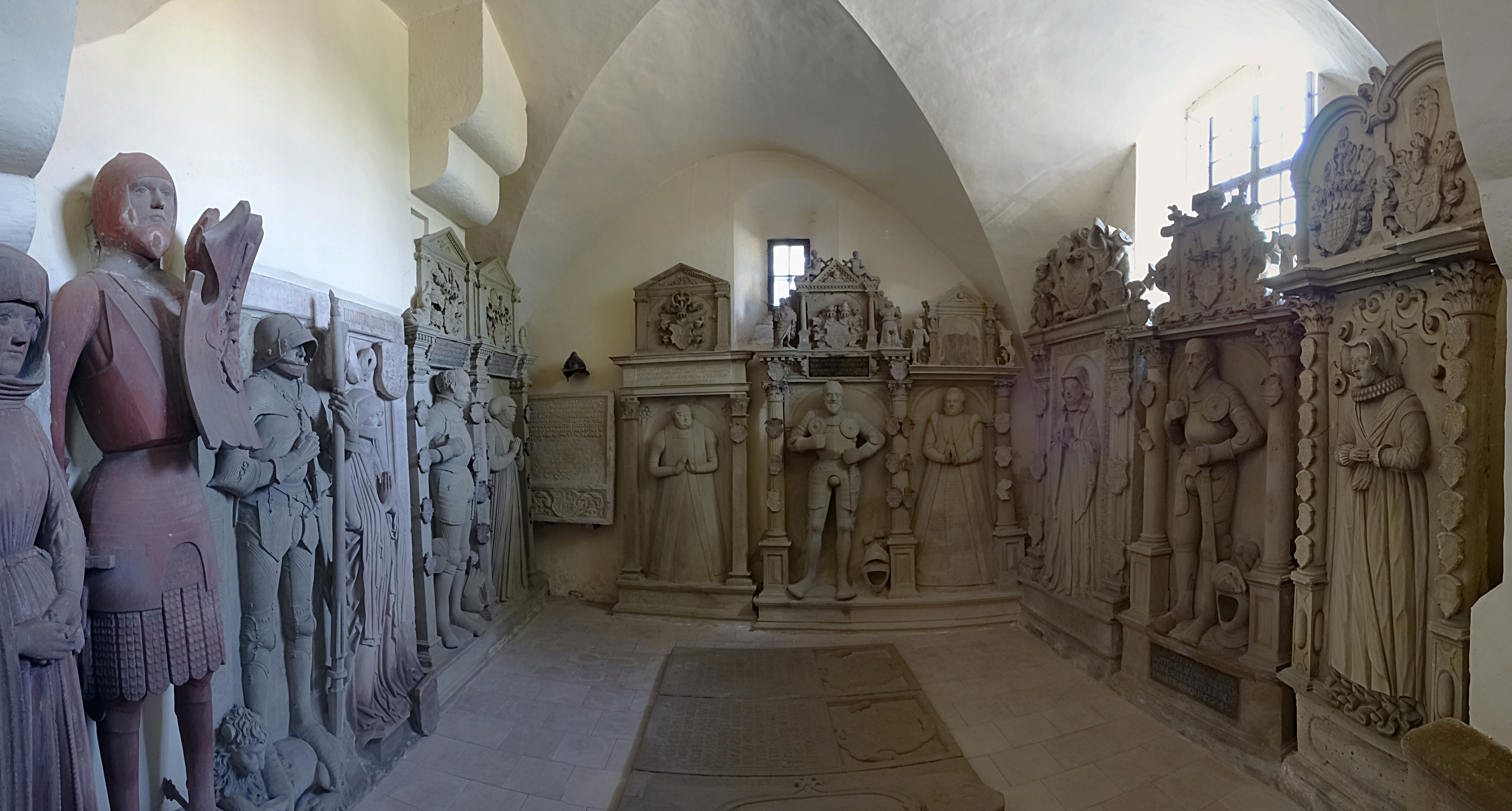
Ägidienkapelle in Schleusingen (Grabmal am rechten Bildrand).

## Ehemaliges Wandgrabmal in Ilmenau
Ein von ihr selbst 1622 in Auftrag gegebenes monumentales Epitaph in St. Jakobus in Ilmenau wurde kurz vor dessen Fertigstellung 1624 durch einen Stadtbrand beschädigt und konnte wegen anschließenden Geldmangels nicht wieder instand gesetzt werden. Ein 1629 ausgeführtes kleineres Epitaph wurde bei einem weiteren Brand im Jahre 1752 zerstört.